# Tigres FC
Tigres FC, vorher Expreso Rojo, ist ein 2000 gegründeter kolumbianischer Fußballverein, der derzeit in Bogotá ansässig ist und aktuell in der Categoría Primera B spielt. Seit 2016 fungiert der Club unter dem neuen Namen.

## Geschichte

Logo von Expreso Rojo in Soacha

2003 spielte der Verein zum ersten Mal in der Categoría Primera B und trug seine Heimspiele in Cartagena aus. Zwei Jahre später zog der Verein nach Sincelejo um, kehrte aber 2006 nach Cartagena zurück.
Seit 2007 spielt Expreso Rojo in Cundinamarca, erst in Fusagasugá, ab 2009 dann in Zipaquirá und ab 2011 wieder in Fusagasugá und dann in Soacha. 2013 zog der Verein nach Facatativá um, 2014 nach Girardot. In der Spielzeit 2014 verfehlte Expreso Rojo in beiden Halbserien das Erreichen der Finalrunde deutlich. Zur Spielzeit 2015 zog der Verein wieder zurück nach Zipaquirá. Zur Spielzeit 2016 änderte der Verein seinen Namen in Tigres FC, blieb aber zunächst in Zipaquirá ansässig. Zu Beginn der Saison war dann jedoch Soacha der neue Austragungsort für die Heimspiele.
Der größte Erfolg der Vereinsgeschichte war lange Zeit das Erreichen des Halbfinals der Copa Colombia 2008, in dem Expreso Rojo gegen den Erstligisten Once Caldas ausschied.
Nach der Umbenennung spielte Tigres FC 2016 die beste Spielzeit der Vereinsgeschichte und zog zunächst als Sechster in die Finalrunde ein. Dort konnte sich der Verein in einer Gruppe mit Deportivo Pereira, Leones FC und Bogotá FC durchsetzen und stieg somit erstmals in die erste kolumbianische Liga auf. Im Finale gegen América de Cali unterlag Tigres und wurde somit Vizemeister. Wegen des Aufstiegs zog der Verein nach Bogotá um.
In der ersten Halbserie in der ersten Liga fand sich Tigres FC am Tabellenende wieder und beendete die Ligaphase auf dem 18. Platz. Die zweite Halbserie verlief zwar besser, dennoch konnte Tigres FC den direkten Wiederabstieg in die zweite Liga nicht verhindern. Auch nach dem Abstieg spielt Tigres weiterhin in Bogotá. In der Saison 2018 verpasste Tigres FC auf dem elften Platz den Einzug in die Finalrunde und damit auch den Wiederaufstieg. Nach der Saison wurde der Vertrag mit dem Trainer Jhon Jairo Bodmer aufgelöst. Als Nachfolger wurde Diego Díaz zum neuen Trainer.
In der Apertura 2019 verpasste Tigres auf dem zehnten Platz den Einzug in die Finalrunde.

## Stadion

Logo von Expreso Rojo in Girardot

Tigres FC absolviert seine Heimspiele im Estadio Metropolitano de Techo in Bogotá. Vor dem Aufstieg verwendete der Verein das Estadio Luis Carlos Galán Sarmiento in Soacha als Heimstadion. Davor spielte der Verein als Expreso Rojo im Estadio Municipal Los Zipas in Zipaquirá, im Estadio Luis Antonio Duque Peña in Girardot, im Estadio Jorge Torres Rocha in Facatativá, im Estadio Fernando Mazuera in Fusagasugá, im Estadio Jaime Morón León in Cartagena und im Estadio Arturo Cumplido Sierra in Sincelejo.

## Sportlicher Verlauf

### Erfolge
- Vizemeister der Categoría Primera B: 2016

### Saisondaten von 2003 bis 2015 als Expreso Rojo in der zweiten Liga
| Spielzeit | Liga            | Platz       | Finalrunde  |
| --------- | --------------- | ----------- | ----------- |
| 2003      | Copa Premier    | 1.          | 4. Gruppe A |
| 2004      | Copa Premier    | 1.          | 3. Gruppe A |
| 2005      | Copa Premier    | 11.         | -           |
| 2006-I    | Copa Premier    | 6. Gruppe A | -           |
| 2006-II   | Copa Premier    | 9. Gruppe B | -           |
| 2007-I    | Copa Premier    | 9. Gruppe B | -           |
| 2007-II   | Copa Premier    | 5. Gruppe B | -           |
| 2008-I    | Copa Premier    | 7. Gruppe B | -           |
| 2008-II   | Copa Premier    | 5. Gruppe B | -           |
| 2009-I    | Copa Premier    | 3. Gruppe B | 2. Gruppe B |
| 2009-II   | Copa Premier    | 7. Gruppe B | -           |
| 2010      | Torneo Postobón | 10.         | -           |
| 2011-I    | Torneo Postobón | 12.         | -           |
| 2011-II   | Torneo Postobón | 7.          | Halbfinale  |
| 2012-I    | Torneo Postobón | 18.         | -           |
| 2012-II   | Torneo Postobón | 15.         | -           |
| 2013-I    | Torneo Postobón | 14.         | -           |
| 2013-II   | Torneo Postobón | 16.         | -           |
| 2014-I    | Torneo Postobón | 16.         | -           |
| 2014-II   | Torneo Postobón | 15.         | -           |
| 2015      | Torneo Águila   | 12.         | -           |

### Saisondaten seit 2016 als Tigres FC
| Spielzeit                                                                                             | Liga          | Ligaebene | Platz | Finalrunde              |
| --- | ------------- | --------- | ----- | ----------------------- |
| 2016                                                                                                  | Torneo Águila | II        | 6.    | 1. Gruppe A Vizemeister |
| 2017-I                                                                                                | Liga Águila   | I         | 18.   | -                       |
| 2017-II                                                                                               | Liga Águila   | I         | 12.   | -                       |
| 2018                                                                                                  | Torneo Águila | II        | 11.   | -                       |
| 2019-I                                                                                                | Torneo Águila | II        | 10.   | -                       |
| grün unterlegt: Aufstieg in die Categoría Primera A rot unterlegt: Abstieg in die Categoría Primera B |               |           |       |                         |

## Trainerhistorie
| - Diego Díaz (2018–) - Jhon Jairo Bodmer (2010–2018) - Luis Herney Melo (2010) - Andrés Mauricio Álvarez (2009) - Félix Valverde Quiñónez (2008–2009) | - Flabio Torres (2008) - Harold Morales (2006–2007) - Hubert Bodhert (2004–2006) - Víctor González Scott (2003–2004) |